# Neopolyptychus pygarga
Neopolyptychus pygarga är en fjärilsart som beskrevs av Karsch 1891. Neopolyptychus pygarga ingår i släktet Neopolyptychus och familjen svärmare. Inga underarter finns listade i Catalogue of Life.